# Placocheilus robustus
 Placocheilus robustus és una espècie de peix cipriniforme de la família dels ciprínids.